# Vologaz II. Partski
Vologaz II. Partski (umro poslije 96.) (Vologaeses, Vologeses, perzijski Valakhs) je bio vladarom Partskog Carstva. Iz dinastije je Arsakida. Vladao je od oko 78. do 80. godine. Sin je Vologaza I. Imao je četvero stričeva koji su bili na prijestoljima Partije i Armenije: Pakora II., Hozroja I., Mitridata IV. i Tiridata I.
Nakon što mu je otac umro, njegov se stric Pakor pobunio protiv njega, porazivši ga i skinuvši ga s prijestolja. Istisnuo ga je iz njegova uporišta u Suzi. Središte moći Vologaza II. bilo je u Seleukiji gdje su bile njegove kovnice novca. Budući da njegovih kovanica nema nakon 80., pretpostavlja se da ga je tad svrgnuo Pakor. Partska se država u ono vrijeme suočila s alanskom invazijom.
Poslije je od 105. osporavao i vlast drugog strica Hozroja, a od 128. do 147. godine bio je carem partske države, kao suvladar s Mitridatom IV. U stvarnosti je vladao tek u istočnim krajevima Partskog Carstva.
Vologazov sin Vologaz III. Partski nastavio je njegovu pobunu protiv Pakora II.